# Stor-Per-Anderstjärnen
Stor-Per-Anderstjärnen är en sjö i Bollnäs kommun i Hälsingland och ingår i Ljusnans huvudavrinningsområde.